# 烏科山 (利馬大區)
11°53′45″S 76°14′29″W / 11.89583°S 76.24139°W
烏科山（Uqhu），是秘魯的山峰，位於該國中南部利馬大區，由聖達米安區和聖馬特奧區負責管轄，屬於秘魯中部山脈的一部分，海拔高度5,262米。